# Liste der Naturschutzgebiete in der Stadt Dessau-Roßlau
Im Stadtgebiet von Dessau-Roßlau gibt es fünf Naturschutzgebiete.
| Name des Gebietes   | Bild           | Kennung | WDPA   | Landkreis / Stadt                          | Beschreibung / Bemerkungen | Standort | Fläche in Hektar | Datum der Verordnung |
| ------------------- | -------------- | ------- | ------ | ------------------------------------------ | -------------------------- | -------- | ---------------- | -------------------- |
| Brambach            | weitere Bilder | 92      | 162525 | Dessau-Roßlau                              |                            | Position | 78,35            | 25.01.1926           |
| Buchholz            |                | 94      | 162618 | Dessau-Roßlau                              |                            | Position | 42,24            | 30.03.1961           |
| Oranienbaumer Heide | weitere Bilder | 184     | 318793 | Dessau-Roßlau, Landkreis Wittenberg        |                            | Position | 2683,44          | 23.05.2014           |
| Rößling             | weitere Bilder | 91      | 165224 | Dessau-Roßlau                              |                            | Position | 26,25            | 25.01.1926           |
| Untere Mulde        | weitere Bilder | 120     | 14470  | Dessau-Roßlau, Landkreis Anhalt-Bitterfeld |                            | Position | 1191,23          | 16.12.2003           |

## Quelle
- Landesverwaltungsamt Sachsen-Anhalt
- Common Database on Designated Areas Datenbank, Version 14